# Степные Шихазаны
Степны́е Шихаза́ны (чув. Хирти Шӑхасан) — деревня в Комсомольском районе Чувашской Республики. Входит в состав Новочелны-Сюрбеевского сельского поселения.

## География
Находится в юго-восточной части Чувашии, на расстоянии приблизительно 10 км на юг по прямой от районного центра села Комсомольское.

## История
Известна с 1721 года, когда здесь было учтено 34 мужчины. В 1747 году учтено 7 мужчин, в 1763 году было 24 мужчины, в 1795 — 11 дворов и 91 житель, в 1897—290 человек, в 1926 — 73 двора и 365 жителей, в 1939—199 дворов и 673 жителя, в 1979—418. В 2002 году было 88 дворов, в 2010 — 82 домохозяйства. В 1931 году был организован колхоз «Шихазаны», в 2010 году действовало ООО «Восход».

## Население
Постоянное население составляло 262 человека (чуваши 100 %) в 2002 году, 254 в 2010.